# PascalABC.NET
PascalABC.NET — язык программирования Паскаль нового поколения, включающий классический Паскаль, большинство возможностей языка Delphi, а также ряд собственных расширений. Он реализован на платформе Microsoft.NET и содержит все современные языковые средства: внутриблочные описания, автоопределение типа, кортежи, срезы, классы, перегрузку операций, интерфейсы, обработку исключений, обобщенные классы и подпрограммы, лямбда-выражения, средства параллельного программирования.
PascalABC.NET позиционируется разработчиками как язык программирования для сферы образования и научных исследований
PascalABC.NET является мультипарадигменным языком: на нём можно программировать в структурном, объектно-ориентированном и функциональном стилях.
PascalABC.NET — это также простая и мощная интегрированная среда разработки, поддерживающая технологию IntelliSense, содержащая средства автоформатирования, встроенный отладчик и встроенный дизайнер форм, функционирующая на Windows и Linux Кроме того, консольный компилятор PascalABC.NET функционирует на MacOS под Mono.

## История развития
В 2003 году на факультете математики, механики и компьютерных наук ЮФУ была создана учебная среда программирования Pascal ABC. Система представляла собой интегрированную оболочку со встроенным интерпретатором языка программирования Паскаль, близкого к языку Delphi. Несмотря на неполную реализацию языка, она стала удачной заменой устаревшей системе Turbo Pascal в первоначальном обучении программированию. Как учебную систему её использовали во многих регионах СНГ. 
В 2005—2006 годах система была полностью переработана: изменена её архитектура — на полноценный компилятор языка, близкого к Delphi, с расширениями, связанными с платформой .NET. Новая система получила название PascalABC.NET. В июне 2009 года появилась первая стабильная версия PascalABC.NET 1.2.
В сентябре 2009 г. появилась веб-среда разработки WDE, не требующая установки PascalABC.NET на локальный компьютер и позволяющая запускать программы на PascalABC.NET непосредственно из окна браузера. Веб-среда разработки была закрыта в октябре 2017 года.
В августе 2011 г. осуществлен переход на .NET 4.0 (версия 1.8).
В феврале 2013 г. вышла версия PascalABC.NET 2.0 с дизайнером форм и поддержкой проектов.
15 мая 2013 г. вышла версия 2.1 с английской локализацией интерфейса и сообщений об ошибках.
15 февраля 2014 г. вышла версия PascalABC.NET 2.2. Многократно ускорено обращение к символам строки на запись.
28 августа 2015 г. вышла версия PascalABC.NET 3.0. PascalABC.NET стал свободным и распространяется под лицензией LGPLv3.
12 февраля 2016 г. вышла версия PascalABC.NET 3.1. Появились кортежи и срезы, значительно обновлена стандартная библиотека.
29 августа 2016 г. вышла версия PascalABC.NET 3.2. Появились операторы yield и yield sequence, обновлена стандартная библиотека.
30 августа 2017 г. вышла версия PascalABC.NET 3.3. Появились стандартные модули GraphWPF и Graph3D (для Windows Vista и выше), упрощенный цикл loop, операция безопасного среза, кортежное присваивание, поддержка Nullable-типов. Добавлена украинская локализация интерфейса и сообщений об ошибках.
11 февраля 2018 г. вышла версия PascalABC.NET 3.3.5. Добавлен стандартный модуль NumLibABC (учебная библиотека численных методов), реализованы форматные строки и операция возведения в степень. В полную версию дистрибутива (для Windows Vista и выше) интегрирована .NET 4.7.1, для Windows XP оставлен дистрибутив с .NET 4.0.
25 мая 2018 г. вышла версия PascalABC.NET 3.4. Реализовано некоторое подмножество Pattern Matching, расширенный оператор is.
1 сентября 2018 г. вышла версия PascalABC.NET 3.4.2. Реализованы расширенные свойства, расширенные индексные свойства и автосвойства, добавлен модуль WPFObjects как замена устаревшему ABCObjects.
25 мая 2019 г. вышла версия PascalABC.NET 3.5. В Pattern Matching добавлена возможность сопоставления со списками, кортежами и константами.
16 января 2020 г. вышла версия PascalABC.NET 3.6.0. Реализована операция .., возвращающая IntRange или CharRange в зависимости от контекста, а также условная операция: var min := if a < b then a else b;
7 мая 2020 г. вышла версия PascalABC.NET 3.6.3. Реализована операция доступа по индексу с конца a[^1] для массивов, списков и строк. Реализована возможность использовать срезы в левой части оператора присваивания:  a[:2] := a[3:5]. Значительно ускорен перенаправленный ввод
8 августа 2020 г. вышла версия PascalABC.NET 3.7. Реализованы распаковка последовательности в переменные, массивы-значения в виде |1,3,5,7,9|, запись программ без внешнего begin-end с использованием ## (## Print(2*2))
7 марта 2021 г. вышла версия PascalABC.NET 3.8. Реализованы расширенный оператор foreach (foreach var (x,y) in a), литералы для BigInteger в виде 1bi, срезы многомерных массивов в виде m[:,:], m[^1,:], лямбда-выражения с распаковкой параметров (s.Where(\(name,age) -> age >= 18)).
24 августа 2021 г. вышла версия PascalABC.NET 3.8.1. Реализован атрибут [Cache] для кеширования результатов функции, полноценная директива {$zerobasedstrings}, стандартный модуль PlotWPF.
9 марта 2022 г. вышла версия PascalABC.NET 3.8.3. Реализованы конструкции for var i:=1 to 6 step 2 do и foreach var x in a index i do
10 июля 2023 г. вышла версия PascalABC.NET 3.9.0. Реализована ковариантность параметров обобщенных типов, именованные аргументы. Реализована Linux-версия IDE. Добавлен стандартный модуль LightPT легковесной автоматической проверки заданий.

## Особенности языка

### Расширения языка Паскаль
- Операторы += -= *= /=
- Операция ** для возведения в степень
- Внутриблочные описания переменных
- Описание переменных в заголовке цикла for
- Инициализация переменной при описании (var n: integer := 10;)
- Автоопределение типа переменной при инициализации (var x := 1;)
- Цикл foreach
- Упрощенный цикл loop
- Подпрограммы с переменным числом параметров
- Множества set на базе произвольных типов (set of integer)
- case по строкам
- Методы в записях
- Возможность определять методы как внутри, так и вне интерфейса класса или записи
- Наряду со стандартным, упрощённый синтаксис модулей
- Операция new для вызова конструктора
- Инициализаторы полей классов и записей
- Перегрузка операций
- Автоклассы
- Безымянные классы
- Лямбда-выражения
- Тип функции в стиле T->T
- Тип кортежа в стиле (T1,T2)
- Тип последовательности sequence of T
- Кортежное присваивание (a,b) := (b,a)
- Срезы a[from:to:step] и безопасные срезы a?[from:to:step] для массивов, списков и строк
- Многомерные срезы a[:,:10]
- Операторы yield и yield sequence для генерации последовательностей
- Оператор match ... with сопоставления с образцом
- Расширенная операция is
- Расширенные свойства, автосвойства
- Интерполяция строк
- Индексация с конца: a[^1] := 777;
- Диапазоны .. и цикл по диапазону: foreach var i in 1..10 do Print(i);
- Цикл for с шагом: for var i:=1 to 10 step 2 do Print(i);
- Цикл foreach с индексом: foreach var x in Arr(1,3,5) index i do Println(i,x);
- Распаковка параметров лямбда-выражений \(x,y) -> x + y
- Частичная поддержка директив OpenMP
- Ковариантность параметров обобщенных типов
- Именованные аргументы

### Особенности языка, связанные с платформой .NET
- Все типы — наследники класса Object
- Стандартный тип BigInteger
- Форматные строки
- Многомерные динамические массивы
- Интерфейсы .NET
- Подключение пространств имен .NET в разделе uses
- Обобщённые классы, интерфейсы, подпрограммы и процедурные переменные
- Автоматическая сборка мусора для объектов
- Атрибуты
- Методы расширения
- Поддержка неуправляемого кода через external
- Типы type?, допускающие значение nil (синоним Nullable<T>)

### Программирование в функциональном стиле
Функции в PascalABC.NET являются объектами первого класса - их можно присваивать переменным, передавать как параметры и возвращать из других функций. Тип функции задается в виде T -> Res, переменной такого типа может быть присвоена анонимная функция:
```
var
 
f
:
 
real
 
->
 
real
 
:=
 
x
 
->
 
x
*
x
;

```

Ниже демонстрируется пример суперпозиции двух функций:
```
function
 
Super
<
T
,
T1
,
T2
>
(
f
:
 
T1
 
->
 
T2
;
 
g
:
 
T
 
->
 
T1
)
:
 
T
 
->
 
T2
 
:=
 
x
 
->
 
f
(
g
(
x
))
;

var
 
f
:
 
real
 
->
 
real
 
:=
 
x
 
->
 
x
*
x
;

var
 
fg
 
:=
 
Super
(
f
,
Sin
)
;

var
 
gf
 
:=
 
Super
(
Sin
,
f
)
;

Print
(
fg
(
2
))
;

Print
(
gf
(
2
))
;

```

Операция суперпозиции определена над функциями в стандартной библиотеке:
```
var
 
f
:
 
real
 
->
 
real
 
:=
 
x
 
->
 
x
*
x
;

Print
((
f
*
Cos
)(
2
))
;

Print
((
Cos
*
f
)(
2
))
;

```

В книге "How To Program Effectively In Delphi" и в одноимённом цикле видео программист и специалист в области преподавания компьютерных наук доктор Кевин Бонд отмечает мощные функциональные возможности PascalABC.NET, отсутствующие в Delphi. В качестве примера подробно рассматривается частичное применение функции:
```
var
 
f
:
 
real
 
->
 
real
 
->
 
real
  
:=
 
x
 
->
 
y
 
->
 
x
 
+
 
y
;

Print
(
f
(
2
)(
3
))
;

```

## Стандартные модули
Поскольку в PascalABC.NET можно пользоваться всеми библиотеками платформы .NET, стандартные модули немногочисленны и ориентированы на обучение:
- Модуль растровой графики GraphWPF
- Модуль растровой графики GraphABC (для Linux)
- Модуль 3D графики и анимации Graph3D (на основе свободной библиотеки Helix Toolkit)
- Модуль векторной графики WPFObjects
- Модуль векторной графики ABCObjects (устаревший)
- Модуль FormsABC для создания графических интерфейсов (на базе технологии Windows Forms)
- Модуль WPF для создания графических интерфейсов (на базе технологии WPF)
- Модуль NumLibABC (библиотека численных методов)
- Модуль PlotWPF для визуализации данных
- Модули исполнителей Робот и Чертёжник (школьная информатика)
- Модуль электронного задачника Programming Taskbook

## Примеры программ

### Пример 1. Поменять местами первую и вторую половины массива
```
begin

  
var
 
a
 
:=
 
ArrGen
(
10
,
 
i
->
2
*
i
+
1
)
;

  
a
.
Println
;

  
Assert
(
a
.
Length
 
mod
 
2
 
=
 
0
)
;

  
var
 
n
 
:=
 
a
.
Length
 
div
 
2
;

  
a
 
:=
 
a
[
n
:
]
 
+
 
a
[
:
n
]
;

  
a
.
Println
;
 

end
.

```

### Пример 2. 100!
```
begin

  
var
 
P
 
:=
 
1
bi
;
 

  
for
 
var
 
i
 
:=
 
1
 
to
 
100
 
do

    
P
 
:=
 
P
 
*
 
i
;

  
Println
(
P
)
;

end
.

```

### Пример 3. Вывести все числа Фибоначчи, меньшие 1000
```
begin

  
SeqWhile
(
1
,
 
1
,
 
(
x
,
 
y
)
 
->
 
x
 
+
 
y
,
 
x
 
->
 
x
 
<
 
1000
)
.
Print
;

end
.

```

### Пример 4. Нахождение наибольшего общего делителя двух чисел
```
begin

  
var
 
(
a
,
 
b
)
 
:=
 
ReadInteger2
;

  
while
 
b
 
<>
 
0
 
do

    
(
a
,
 
b
)
 
:=
 
(
b
,
 
a
 
mod
 
b
)
;

  
var
 
НОД
 
:=
 
Abs
(
a
)
;

  
НОД
.
Print
;

end
.

```

### Пример 5. Частотный словарь слов в файле
```
begin

  
var
 
D
 
:=
 
new
 
Dictionary
<
string
,
 
integer
>;

  
foreach
 
var
 
s
 
in
 
ReadLines
(
'words.txt'
)
 
do

    
foreach
 
var
 
word
 
in
 
s
.
ToWords
 
do

      
D
[
word
]
 
:=
 
D
.
Get
(
word
)
 
+
 
1
;

  
D
.
PrintLines
;

end
.

```

### Пример 5а. Частотный словарь слов в файле. Решение в функциональном стиле
```
begin

  
ReadLines
(
'words.txt'
)
.
SelectMany
(
s
 
->
 
s
.
ToWords
)
.
GroupBy
(
v
 
->
 
v
)
.
ToDictionary
(
x
 
->
 
x
.
Key
,
 
x
 
->
 
x
.
Count
)
.
PrintLines
;

end
.

```

### Пример 6. Максимальные значения в столбцах матрицы
```
begin

  
var
 
(
M
,
 
N
)
 
:=
 
(
4
,
 
5
)
;

  
var
 
A
 
:=
 
MatrRandom
(
M
,
 
N
)
;

  
A
.
Println
;

  
A
.
Cols
.
Select
(
col
 
->
 
col
.
Max
)
.
Println
;

end
.

```

### Пример 7. Параллельное умножение матриц с использованием директив OpenMP
```
procedure
 
Mult
(
a
,
 
b
,
 
c
:
 
array
 
[
,
]
 
of
 
real
;
 
n
:
 
integer
)
;

begin

  
{$omp parallel for}

  
for
 
var
 
i
 
:=
 
0
 
to
 
n
 
-
 
1
 
do

    
for
 
var
 
j
 
:=
 
0
 
to
 
n
 
-
 
1
 
do

    
begin
  

       
var
 
cc
 
:=
 
0.0
;

       
for
 
var
 
l
 
:=
 
0
 
to
 
n
 
-
 
1
 
do

          
cc
 
+=
 
a
[
i
,
 
l
]
 
*
 
b
[
l
,
 
j
]
;

       
c
[
i
,
 
j
]
 
:=
 
cc
;
   

    
end
;

end
;

 

const
 
N
 
=
 
1000
;

 

begin

  
var
 
A
 
:=
 
MatrRandomReal
(
N
,
 
N
,
 
1
,
 
1.1
)
;

  
var
 
B
 
:=
 
MatrRandomReal
(
N
,
 
N
,
 
1
,
 
1.1
)
;

  
var
 
C
 
:=
 
new
 
real
[
N
,
 
N
]
;

  
Mult
(
A
,
 
B
,
 
C
,
 
N
)
;

  
Writeln
(
MillisecondsDelta
 
/
 
1000
)
;

end
.

```

## Лицензия
PascalABC.NET (начиная с версии 3.0) является свободным программным обеспечением, распространяемым под лицензией LGPLv3.

## Аудит исходного кода
В 2017 и 2022 годах был проведён независимый аудит публичного репозитория исходного кода PascalABC.NET при помощи статического анализатора PVS-Studio. По результатам проверок сформированы списки потенциально опасных ситуаций в коде, требующих дополнительного анализа со стороны разработчиков. Также отмечено, что общее качество кода можно улучшить. Для этого необходимо устранить дублирования кода, избыточные проверки, а также более аккуратно проводить рефакторинг.